# Coelioxys asclepiadis
Coelioxys asclepiadis är en biart som beskrevs av Cockerell 1925. Coelioxys asclepiadis ingår i släktet kägelbin, och familjen buksamlarbin. Inga underarter finns listade i Catalogue of Life.